# Przewodnienie
Przewodnienie – nadmiar wody w organizmie . Na podstawie molalności płynów ustrojowych oraz stężenia sodu można rozróżnić :
- przewodnienie izotoniczne
- przewodnienie hipotoniczne
- przewodnienie hipertoniczne.